# Бивулова къща (Наум Бивулас)
Бивуловата къща (на гръцки: Οικία Μπίβουλα) е къща, архитектурна забележителност в град Костур, Гърция.

## Местоположение
Къщата е разположена на улица „Митрополис“ № 114 и площад „Омония“.

## История
Сградата принадлежи на Наум Бивулас. В 1980 година фасадата на сградата е обявена за паметник на културата.

## Архитектура
В архитектурно отношение къщата е облицована с плочки, неокласическа, двуетажна сграда с магазини на приземния етаж. На първия етаж йонийски пиластри поддържат декоративен корниз.